# Ladislau II Jagelló
Ladislau II Jagelló (en polonès Władysław II Jagiełło; ca. 1362, Vílnius - 1 de juny de 1434, Horodok) fou gran Duc de Lituània (1377-1434) i posteriorment rei de Polònia (1386-1434), primer com a consort de la seva dona Eduvigis fins al 1399, i després com a monarca fins a la seva mort.
Va néixer pagà però, amb l'objectiu de contreure matrimoni amb la reina de Polònia Eduvigis I, el 1386 es va convertir al catolicisme i va ser batejat amb el nom de Ladislau (Władysław) a Cracòvia; es va casar llavors amb la jove reina Eduvigis i va ser coronat rei de Polònia com a Ladislau II Jagelló. El 1387 va convertir Lituània al cristianisme. El seu regnat en solitari a Polònia va començar el 1399, a la mort de la reina Eduvigis, i va durar trenta-cinc anys més, marcant el començament de la unió polonesa-lituana. Va ser fundador de la dinastia Jagelló polonesa, que porta el seu nom i que anteriorment es coneixia també com a dinastia gemínida al Gran Ducat de Lituània. La dinastia Jagelló va governar Polònia i Lituània fins al 1572, i va ser una de les més influents de la baixa edat mitjana i principis de l'edat moderna a l'Europa central i oriental. Durant el seu regnat, l'estat polonès-lituà va ser el més gran del món cristià.
Ladislau II Jagelló va ser l'últim senyor pagà de la Lituània medieval. Va ostentar el títol de Didysis Kunigaikštis. Després d'obtenir el ceptre polonès, gràcies a la Unió de Krewo, la unió polonesa-lituana va haver d'enfrontar-se al poder creixent dels cavallers teutònics. La victòria de Ladislau a la batalla de Grunwald el 1410, seguida de la Pau de Thorn, va assegurar les fronteres poloneses i lituanes i va marcar el començament de la puixança de l'aliança polonesa-lituana a Europa. En temps de Ladislau, Polònia es va expandir i va iniciar l'anomenada «Edat daurada» del país.

## Guerres civils
La Guerra Civil Lituana es va desfermar el 1381 després de la signatura de Jogaila, Gran Duc de Lituània amb l'Orde Teutònic del Tractat de Dovydiškes, una aliança dirigida contra el seu oncle Kęstutis, pare de Vitautas, entre els cosins Jogaila i Vitautas. Kęstutis va aconseguir prendre el poder al Gran Ducat, però va ser traït pels partidaris de Jogaila, i durant les negociacions per a una treva, Kęstutis i Vitautas van ser arrestats i tancats al castell de Krev. Kęstutis moriria en el castell una setmana després, però Vitautas va aconseguir escapar i es va aliar amb els Cavallers Teutònics. A continuació les dues forces saquejar les terres lituanes. Finalment els primers es reconciliaran per la necessitat de Jogaila d'obtenir estabilitat interna de cara a les negociacions amb el Gran Ducat de Moscou i el Regne de Polònia per a una possible cristianització de Lituània.
L'Orde Livonià s'establí a Riga el 1202, i els cavallers teutons arribaren a Cúlmerland en la dècada del 1230. Prèviament conqueriren els assentaments d'altres tribus veïnes de la regió del Bàltic, i durant els següents cent anys els cavallers croats organitzaren anualment expedicions destructives, però sense gaires resultats: les regions frontereres de Samogítia i Sudòvia s'anaren despoblant i els croats només conqueriren territori de ningú. El Gran Ducat acceptà convertir-se al cristianisme el 1386 quan Ladislau II Jagelló fou batejat per un sacerdot polonès, com a part de l'acord matrimonial amb Eduvigis, després del qual fou coronat rei de Polònia.
La guerra no aconseguiria dirimir la lluita de poder, ja que es reprendria el 1389, fins que es va resoldre el 1392 amb el Pacte d'Ostrów. Després de més de deu anys de lluita, Vitautas el Gran es convertiria en Gran Duc de Lituània i governaria el país en el seu nom durant 38 anys amb una certa independència de Jogaila, que tenia el títol de Duc Suprem de Lituània.

## Rei de Polònia
Ladislau II Jagelló es va convertir al cristianisme i el 1386 es va casar amb Eduvigis de Polònia, d'11 anys, la segona dels governants angevins de Polònia, i així es converteix en Rei de Polònia, fundant la dinastia Jagelló.
A l'època, s'anomenava el Rei Ladislau, sense un nombre ordinal, però els historiadors posteriors l'han catalogat com Ladislau II (de Polònia), V (de Lituània) o de vegades Ladislau II Jagelló de Polònia i Lituània.

## Galeria d'imatges

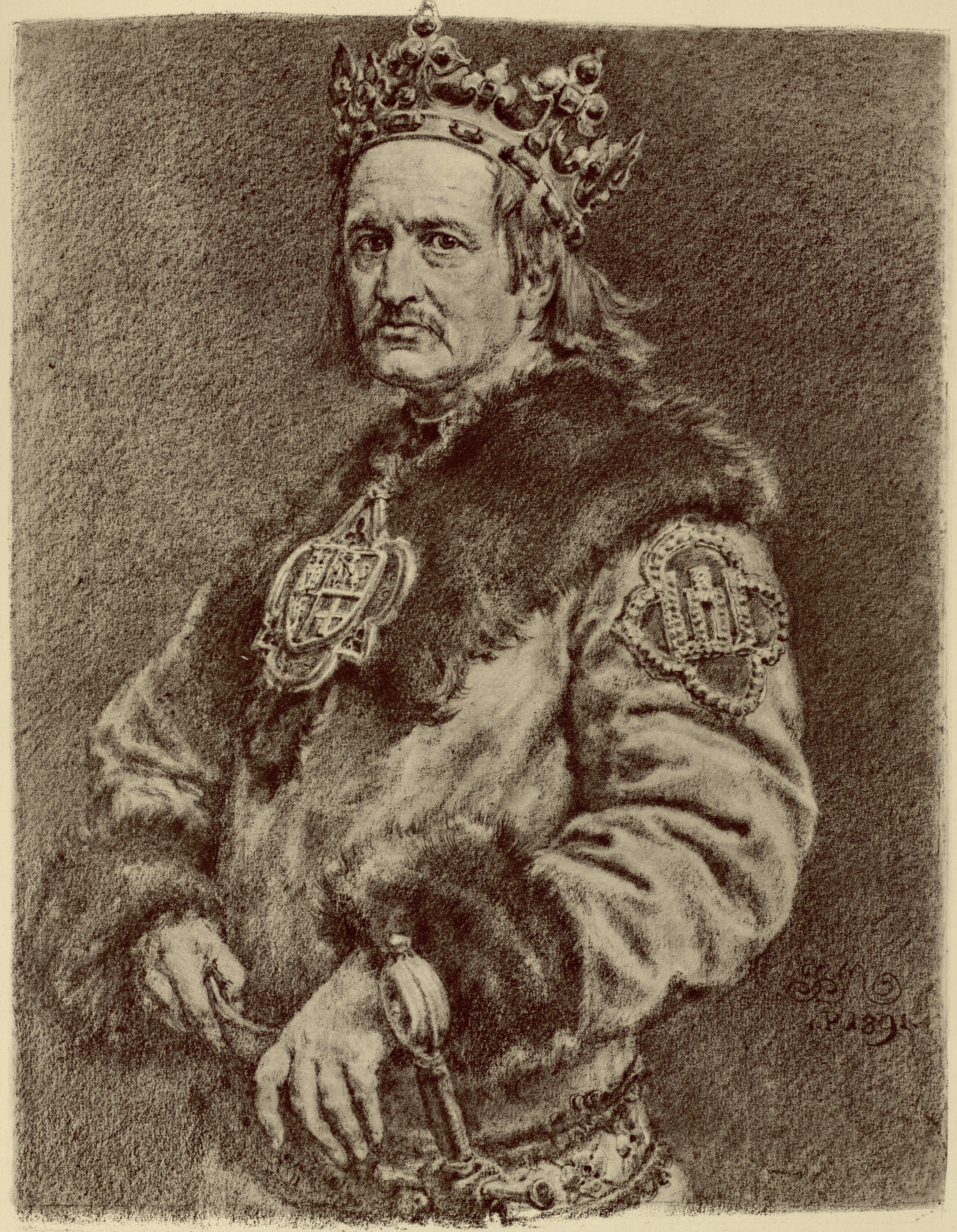
Ladislau II Jagelló pintat per Jan Matejko
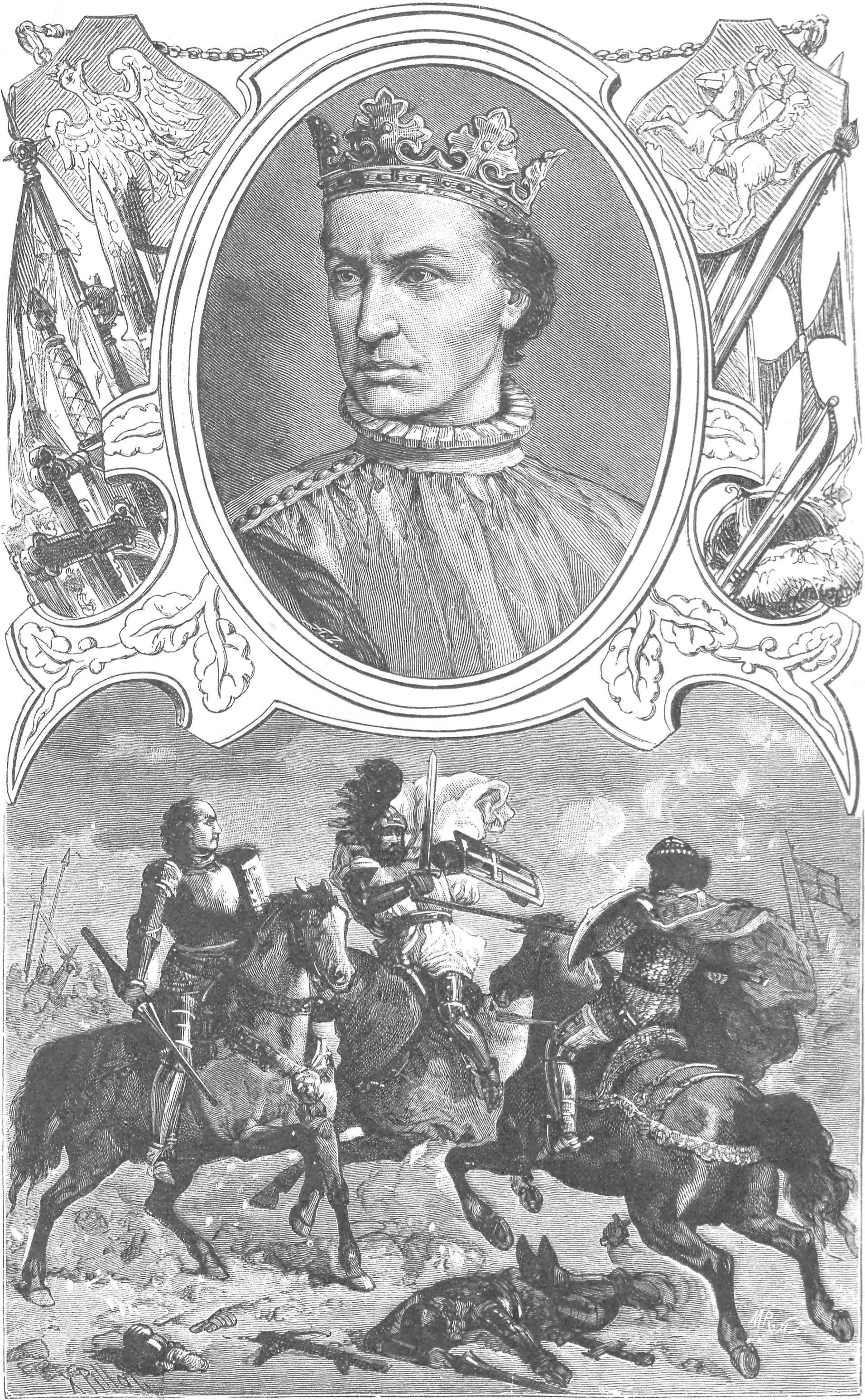
Ladislau II Jagelló en una pintura de Ksawery Pillati de 1888
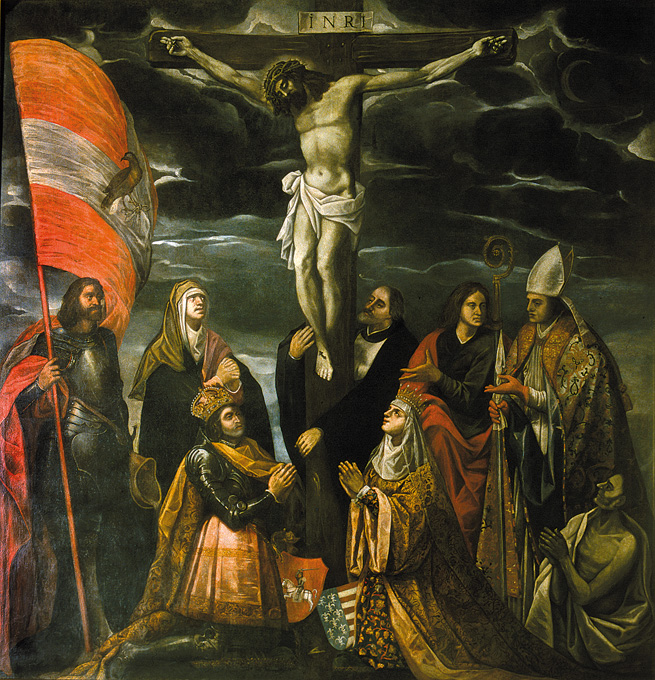
Pintura del segle XVII de Ladislau II Jagelló i Jadwiga de Polònia de Tommaso Dolabella
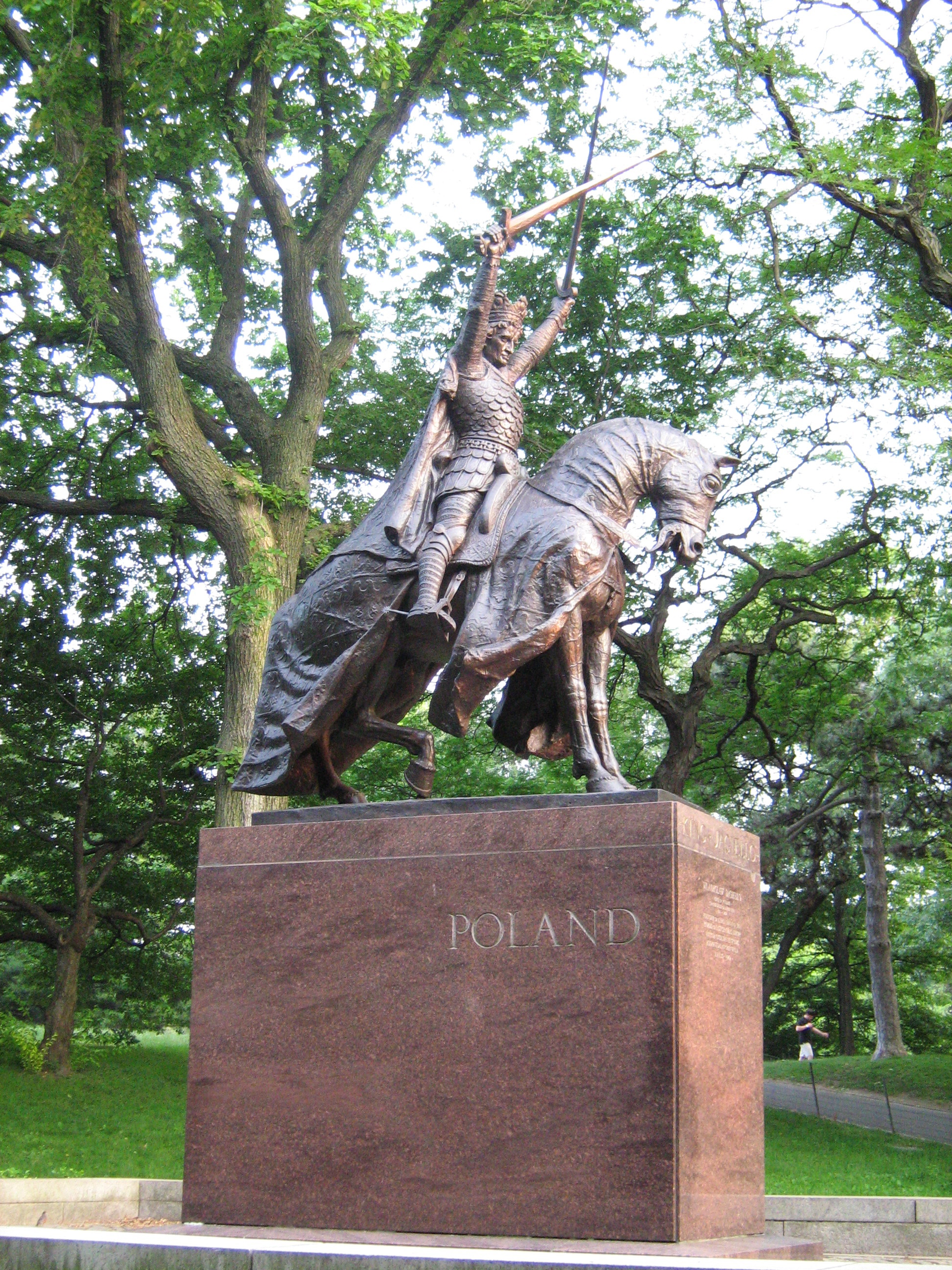
King Jagiello Monument, monument a Central Park, Nova York
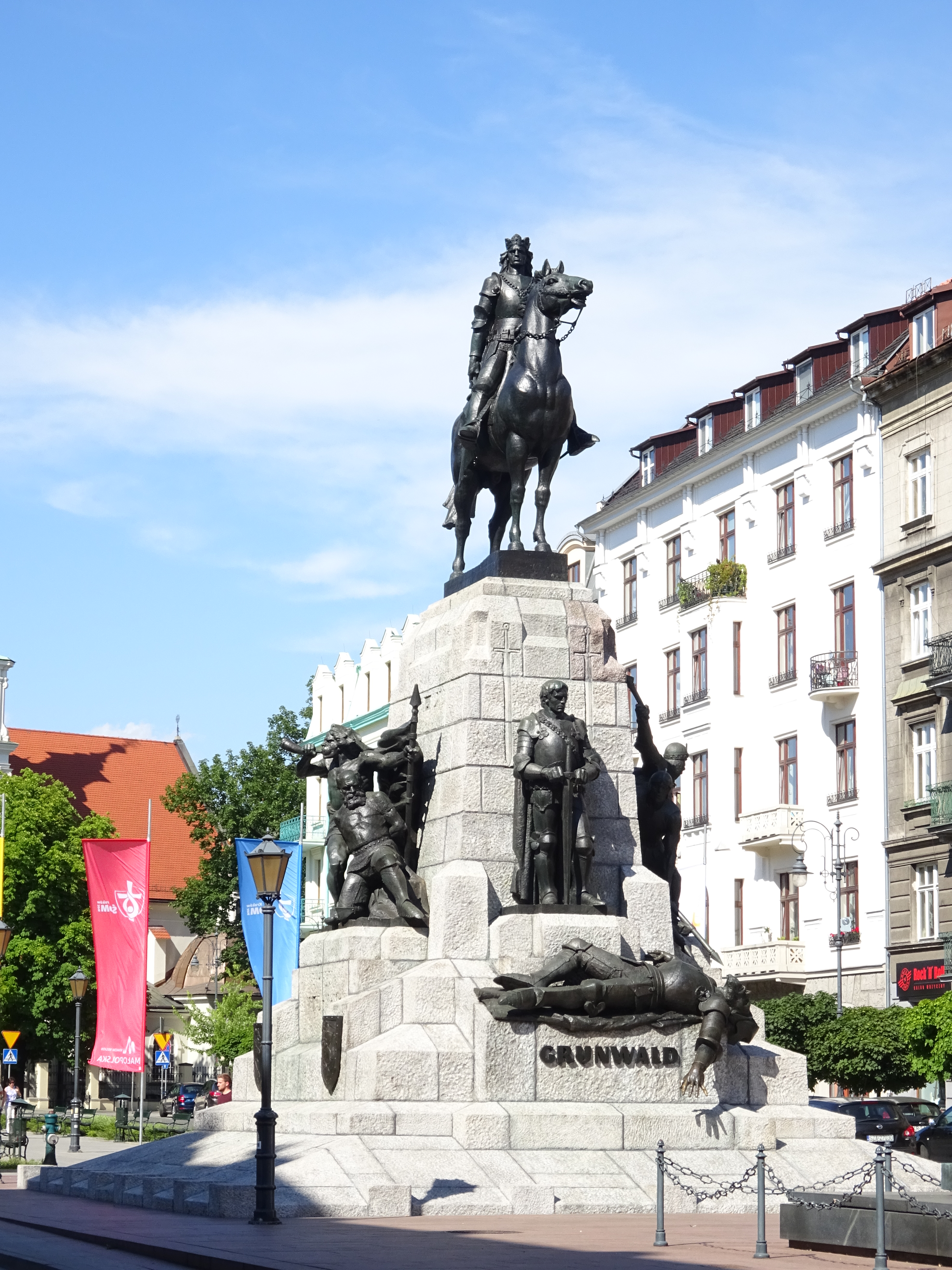
Grunwald Monument, monument a Cracòvia